# 양아치 느와르
"양아치 느와르"는 2018년에 개봉한 대한민국의 영화이다. 

## 캐스팅
- 김병철 : 창도 역
- 곽지유
- 김영용 : 영민 역
- 서승원 : 벌레 역
- 조경현 : 갈치 역
- 김영무
- 한여울